# Preston Carrington
Preston Carrington (Preston Morrand Carrington; * 12. Juni 1949 in Topeka, Kansas) ist ein ehemaliger US-amerikanischer Weitspringer.
Bei den Olympischen Spielen 1972 in München gelang ihm in der Qualifikation mit seinem persönlichen Rekord von 8,22 m die zweitbeste Weite hinter seinem Landsmann Randy Williams (8,34 m). Während Williams im Finale mit 8,24 m siegte, wurde Carrington mit 7,99 m Fünfter.